# تریتلینگ-ردلاخ
تریتلینگ-ردلاخ (به فرانسوی: Tritteling-Redlach) یک کمون در فرانسه است که در Canton of Faulquemont واقع شده‌است.

## خصوصیات
تریتلینگ-ردلاخ ۶ کیلومترمربع مساحت و ۴۰۱ نفر جمعیت دارد و ۳۸۰ متر بالاتر از سطح دریا واقع شده‌است.